# Jožef Pichler
Jožef Pichler (Tržec, 29. prosinca, 1789. – Maribor, 21. veljače, 1859.) slovenski je rimokatolički svećenik, nadziratelj škola u Štajerskoj, kanonik i pisac.
Rođen je u Halozami. Kada je bio kaplan u Cirkulanima (1814. – 1819.) je napisao rukopisni lekcionar na haloškom narječju Evangelmi na Vʃe Nedele ino Svetke ʃkos zeilo leto (1818.). Ovo djelo je transkripcija lekcionara Petra Dajnka Evangeliomi na v'se nedéle ino 'svetke skos leto. Dajnko je standardizirao tzv. istočnoštajerski jezik (koji je sličan prekomurskomu jeziku) prema narječjima Prlekije i Dravskog polja kod Ormoža. Pichlerov lekcionar ima još značajan kajkavski utjecaj.